# تاكوما أوكي
تاكوما أوكي (باليابانية: 青木拓磨؛ بالكانا: あおき たくま) هو متسابق دراجات نارية ياباني. نافس في سباقات بطولة العالم لفئة 500 سي سي ولفئة 250 سي سي ولفئة 50 سي سي. كما شارك في بطولة العالم للسوبربايك. أصيب في العمود الفقري إثر حادث دراجة نارية في 1998 مما أصابه بالشلل تحت الخصر.

## روابط خارجية
- تاكوما أوكي على موقع eWRC-results.com (الإنجليزية)
- تاكوما أوكي على موقع MotoGP.com (الإنجليزية)
- تاكوما أوكي على موقع WorldSBK.com (الإنجليزية)